# 夏目信次
夏目 信次（なつめ のぶつぐ、弘治元年（1555年） - 寛永8年8月6日（1631年9月2日））は戦国時代から江戸時代の武将、江戸幕府旗本。通称は右衛門八郎、長右衛門、次郎左衛門。夏目吉信の三男。母は松下之綱の娘。妻は鹿倉土佐守の娘。子に吉利、安信、信忠、信利、娘（中川十郎右衛門妻）がいる。
幼い頃から徳川家康に仕えていたが、元亀元年（1570年）、浜松城において同僚と争いとなり、相手を殺害してしまったため、身を隠すこととなり、松下尾之助と名乗った。その後は長久手の戦いなど合戦にも参戦し、軍功を挙げていたが、浪人であったため名前を明らかにすることはなかった。
慶長10年（1605年）8月10日、家康が駿河国今泉の辺りに鷹狩に訪れた際、道端にいた信次は名前を聞かれ、夏目吉信の子であると答えた。家康は本多正信に「夏目吉信の子に隻眼の者がいただろうか」と問うと、正信は「信次という者が、かつて鉄砲のネジが抜けて眼に入り、医者の手当てで命は取り留めたが、隻眼となった」と答えた。家康は、信次の浜松城での殺人の罪は重いが既に年月が経っており、また父・吉信が忠義のために死んだことを評価して、信次を家臣とし、徳川秀忠に附属させた。
大坂の陣では諸道具押役を務めた。その後、西城裏御門番頭、鉄砲玉薬奉行を務め、常陸国新治郡・真壁郡において530石の所領を得た。寛永8年（1631年）8月6日、77歳で死去。法名は行春。浅草の長敬寺に葬られた。